# فلاديمير كوزلوف (لاعب كرة قدم)
فلاديمير كوزلوف (بالروسية: Козлов, Владимир Владимирович)‏ (4 مارس 1946 بموسكو في روسيا - ) هو مدرب كرة قدم ولاعب كرة قدم (وحمل سابقاً جنسية الاتحاد السوفيتي) في مركز الهجوم. شارك مع منتخب الاتحاد السوفييتي لكرة القدم. أما مع النوادي، فقد لعب مع دينامو موسكو ولوكوموتيف موسكو ونادي سيسكا موسكو.

## مسيرته الكروية
لعب فلاديمير كوزلوف خلال مسيرته الاحترافية مع 3 أندية في اثنا عشر موسمًا وسجل خلالها 72 هدفًا ضمن 215 مباراة. حيث فاز في موسمين بالكأس وفي موسم واحد بالدوري.
خاض فلاديمير كوزلوف مسيرته مع نادي سيسكا موسكو ما بين عامي 1965 و1966 لمدة موسم واحد، لم يشارك في أي مباراة ولم يسجل أي هدف. ثم انتقل إلى نادي لوكوموتيف موسكو ما بين عامي 1966 و1967 لمدة موسم واحد، حيث شارك في 35 مباراة سجل خلالها 14 هدفًا. لينتقل بعدها إلى نادي دينامو موسكو في موسم 1967 ليلعب معه عشرة مواسم، مشاركًا في 180 مباراة سجل خلالها 58 هدفًا.

## وصلات خارجية
- فلاديمير كوزلوف على موقع قاعدة بيانات كرة القدم.إي يو (الإنجليزية)
- فلاديمير كوزلوف على موقع ناشيونال فوتبول تيمز (الإنجليزية)
- فلاديمير كوزلوف على موقع عالم كرة القدم.نت (الإنجليزية)